# Ernst Mollenhauer
Ernst Mollenhauer (* 27. August 1892 in Tapiau; † 3. April 1963 in Düsseldorf) war ein deutscher Landschaftsmaler des Expressionismus.

## Leben
Aus seiner ostpreußischen Heimatstadt Tapiau, östlich von Königsberg, kam auch der Maler Lovis Corinth. Corinth, der mit Mollenhauers Vater befreundet war, unterstützte seinen Wunsch, die Kunstakademie Königsberg zu besuchen. 1913 begann er dort sein Studium, u. a. bei Richard Pfeiffer. Im Ersten Weltkrieg war Mollenhauer Soldat. Von 1918 bis 1922 setzte er sein Studium fort, ab 1920 als Meisterschüler bei Artur Degner. 1919 beteiligte er sich an der Gründung der Künstlervereinigung Der Ring. Er lernte das Fischerdorf Nidden auf der Kurischen Nehrung kennen. Dort traf er die Brückemaler Max Pechstein und Karl Schmidt-Rottluff. 1920 heiratete er in Nidden Hedwig Blode, genannt Heta (1891–1973). Sie war die Tochter von Hermann Blode (1862–1934), in dessen Gasthof die Künstlerkolonie Nidden gegründet worden war. Von 1922 bis 1924 lebte Mollenhauer zwei Jahre in den USA. Von 1924 bis 1945 lebte und arbeitete Ernst Mollenhauer in Nidden, 1925 kam die Tochter und spätere Kunsthistorikerin Maja Mollenhauer zur Welt. Der Gasthof diente bis 1945 vielen Malern, Schriftstellern, Musikern und Schauspielern als Herberge und Treffpunkt. Dort fand ein intensiver Austausch von künstlerischen Fragen und Problemen statt; mit dem Maler Erich A. Klauck und dem Kunstkritiker Paul Fechter war Ernst Mollenhauer eng befreundet. Er trotzte zahlreichen Schwierigkeiten wie der Annexion des Memellandes durch Litauen, um die Künstlerkolonie zu erhalten. 
Nach der Rückkehr des Memellandes zum Deutschen Reich erklärte man sein Werk für „entartet“ und verbot dem Künstler das Malen und Ausstellen. Mollenhauer blieb in Nidden und betreute, wie schon seit 1933, noch für kurze Zeit das verlassene Sommerdomizil Thomas Manns. Die große Sammlung Hermann Blodes sollte einem „Bildersturm“ zum Opfer fallen, was Mollenhauer jedoch verhindern konnte. Sie wurde jedoch, einschließlich seiner eigenen Werke, im Januar oder Februar 1945 durch Soldaten der Roten Armee in einer Sauna verheizt. Dies war auch das Ende der Künstlerkolonie Nidden.

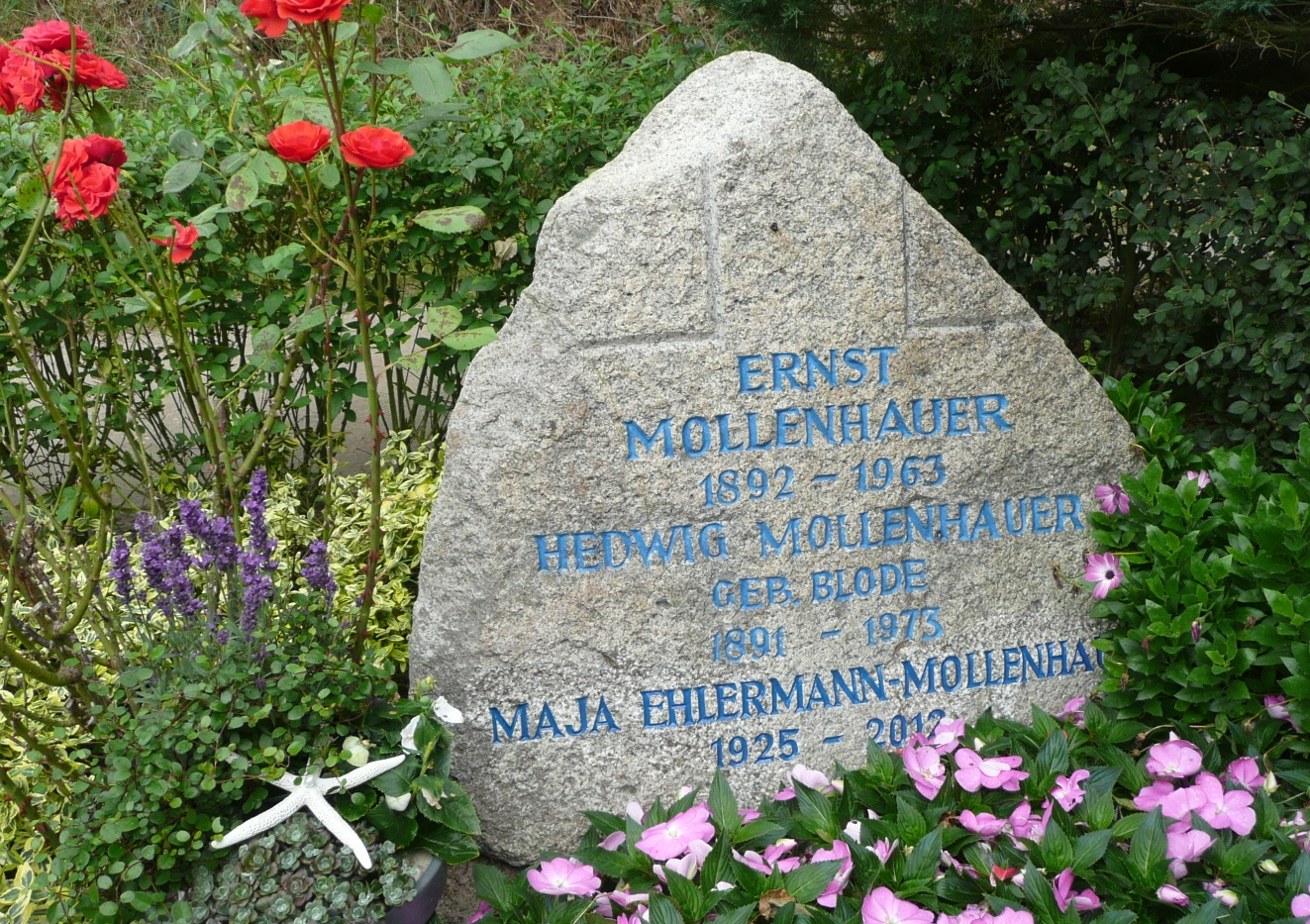
Grabstätte auf dem Friedhof von St. Severin (Keitum)

Nach Mollenhauers Entlassung aus der Kriegsgefangenschaft in Dänemark und einem britischen Lager in Schleswig-Holstein baute er sich 1946 in Kaarst bei Düsseldorf eine neue Existenz auf. 1950 bezog er ein Atelier im Künstlerhaus in der Sittarder Straße in Düsseldorf, später ein zweites in Keitum auf Sylt. Dort einem Herzinfarkt erlegen, wurde er neben der alten Dorfkirche beigesetzt.

## Ausstellungen (Auswahl)
- „Fahrt in die Sonne. Ernst Mollenhauer in der Künstlerkolonie Nidden“ (2010/2011), im Ostpreußischen Landesmuseum[5][6]

## Ehrungen
- Kulturpreis der Landsmannschaft Ostpreußen (1960)
- Bundesverdienstkreuz (1957)